# Liste der Australian-Open-Sieger (Juniorendoppel)
Diese Liste enthält alle Finalisten im Juniorendoppel bei den Australian Open. Das Event wurde als einziges der Grand-Slam-Turniere bereits ab 1922, also lange vor der Open Era, ausgespielt.
| Jahr      | Sieger                              | Finalgegner                               | Ergebnis                        |
| --------- | ----------------------------------- | ----------------------------------------- | ------------------------------- |
| 1922      | C. Grogan L. Roche                  |                                           |                                 |
| 1923      | Edgar Moon L. Roche                 |                                           |                                 |
| 1924      | A. Berckelman Ray Dunlop            |                                           |                                 |
| 1925      | Jack Crawford Harry Hopman          |                                           |                                 |
| 1926      | Jack Crawford Harry Hopman          |                                           |                                 |
| 1927      | Jack Crawford Harry Hopman          |                                           |                                 |
| 1928      | Jack Crawford C. Whiteman           |                                           |                                 |
| 1929      | C. W. Cropper W. B. Walker          |                                           |                                 |
| 1930      | Adrian Quist Donald Turnbull        |                                           |                                 |
| 1931      | Jack Purcell Bert Tonkin            |                                           |                                 |
| 1932      | Adrian Quist Leonard Schwartz       |                                           |                                 |
| 1933      | Jack Purcell Bert Tonkin            |                                           |                                 |
| 1934      | Neil Ennis Colin McKenzie           |                                           |                                 |
| 1935      | John Bromwich Arthur Huxley         |                                           |                                 |
| 1936      | John Gilchrist Henry Lindo          |                                           |                                 |
| 1937      | John Bromwich Dinny Pails           |                                           |                                 |
| 1938      | Dinny Pails Bill Sidwell            |                                           |                                 |
| 1939      | Roy Felan H. N. Impey               |                                           |                                 |
| 1940      | William Edwards Dinny Pails         |                                           |                                 |
| 1940–1945 | ausgefallen (Zweiter Weltkrieg)     | ausgefallen (Zweiter Weltkrieg)           | ausgefallen (Zweiter Weltkrieg) |
| 1946      | Frank Herringe George Worthington   |                                           |                                 |
| 1947      | Rex Hartwig Allan Kendall           |                                           |                                 |
| 1948      | Don Candy Ken McGregor              |                                           |                                 |
| 1949      | John Blacklock Clive Wilderspin     |                                           |                                 |
| 1950      | Lew Hoad Ken Rosewall               |                                           |                                 |
| 1951      | Lew Hoad Ken Rosewall               |                                           |                                 |
| 1952      | Lew Hoad Ken Rosewall               |                                           |                                 |
| 1953      | Bill Gilmour Warren Woodcock        |                                           |                                 |
| 1954      | Mal Anderson Roy Emerson            |                                           |                                 |
| 1955      | Michael Green Gerry Moss            |                                           |                                 |
| 1956      | Paul Hearnden Bob Mark              |                                           |                                 |
| 1957      | Frank Gorman Rod Laver              |                                           |                                 |
| 1958      | Bob Hewitt Martin Mulligan          |                                           |                                 |
| 1959      | José Luis Arilla Earl Buchholz      |                                           |                                 |
| 1960      | Greg Hughes Jim Shepherd            |                                           |                                 |
| 1961      | Rod Brent John Newcombe             |                                           |                                 |
| 1962      | Bill Bowrey Geoffrey Knox           |                                           |                                 |
| 1963      | Robert Brien John Cotterill         |                                           |                                 |
| 1964      | Stanley Matthews Graham Stilwell    |                                           |                                 |
| 1965      | Terry Musgrave John Walker          |                                           |                                 |
| 1966      | John Bartlett Pat McCumstie         |                                           |                                 |
| 1967      | John Bartlett Sven Ginman           |                                           |                                 |
| 1968      | Phil Dent Bill Lloyd                |                                           |                                 |
| 1969      | Neil Higgins John James             |                                           |                                 |
| 1970      | Allan McDonald Greg Perkins         |                                           |                                 |
| 1971      | John Marks Michael Phillips         |                                           |                                 |
| 1972      | Bill Durham Stephen Myers           |                                           |                                 |
| 1973      | Terry Saunders Graham Thoroughgood  |                                           |                                 |
| 1974      | David Carter Trevor Little          |                                           |                                 |
| 1975      | Glenn Busby Warren Maher            |                                           |                                 |
| 1976      | Charlie Fancutt Peter McCarthy      |                                           |                                 |
| 1977 Jan. | Phil Davies Peter Smylie            |                                           |                                 |
| 1977 Dez. | Ray Kelly Geoffrey Thams            |                                           |                                 |
| 1978      | Michael Fancutt Bill Gilmour        |                                           |                                 |
| 1979      | Michael Fancutt Greg Whitecross     |                                           |                                 |
| 1980      | Craig A. Miller Wally Masur         |                                           |                                 |
| 1981      | David Lewis Tony Withers            |                                           |                                 |
| 1982      | Brendan Burke Mark Hartnett         | Kelvin McLean Graham Riddle               | 6:3, 7:6                        |
| 1983      | Jamie Harty Des Tyson               | Darren Cahill Alan Lane                   | 3:6, 6:4, 6:3                   |
| 1984      | Mike Baroch Mark Kratzmann          |                                           |                                 |
| 1985      | Brett Custer David Macpherson       |                                           |                                 |
| 1986      | keine Austragung                    | keine Austragung                          | keine Austragung                |
| 1987      | Jason Stoltenberg Todd Woodbridge   | Shane Barr Bryan Roe                      | 6:2, 6:4                        |
| 1988      | Jason Stoltenberg Todd Woodbridge   | Johan Anderson Richard Fromberg           | 6:3, 6:2                        |
| 1989      | Johan Anderson Todd Woodbridge      | Andrew Kratzmann Jamie Morgan             | 6:4, 6:2                        |
| 1990      | Roger Pettersson Mårten Renström    | Robert Janecek Ernesto Muñoz de Cote      | 4:6, 7:63, 6:1                  |
| 1991      | Grant Doyle Joshua Eagle            | James Holmes Paul Kilderry                | 7:6, 6:4                        |
| 1992      | Grant Doyle Brad Sceney             | Lex Carrington Jason Thompson             | 6:4, 6:4                        |
| 1993      | Lars Rehmann Christian Tambue       | Scott Humphries Jimmy Jackson             | 6:7, 7:5, 6:2                   |
| 1994      | Ben Ellwood Mark Philippoussis      | Jamie Delgado Roman Kukal                 | 7:5, 7:6                        |
| 1995      | Luke Bourgeois Lee Jong-min         | Nicolas Kiefer Ulrich Jasper Seetzen      | 6:2, 6:1                        |
| 1996      | Daniele Bracciali Jocelyn Robichaud | Martin Lee James Trotman                  | 6:2, 6:4                        |
| 1997      | David Sherwood James Trotman        | Jaco van der Westhuizen Wesley Whitehouse | 7:6, 6:3                        |
| 1998      | Julien Jeanpierre Jérôme Haehnel    | Mirko Pehar Lovro Zovko                   | 6:3, 6:3                        |
| 1999      | Jürgen Melzer Kristian Pless        | Ladislav Chramosta Michal Navrátil        | 6:7, 6:3, 6:0                   |
| 2000      | Nicolas Mahut Tommy Robredo         | Tres Davis Andy Roddick                   | 6:2, 5:7, 11:9                  |
| 2001      | Ytai Abougzir Luciano Vitullo       | Frank Dancevic Giovanni Lapentti          | 6:4, 7:65                       |
| 2002      | Ryan Henry Todd Reid                | Florin Mergea Horia Tecău                 | kampflos                        |
| 2003      | Scott Oudsema Phillip Simmonds      | Florin Mergea Horia Tecău                 | 6:4, 6:4                        |
| 2004      | Brendan Evans Scott Oudsema         | David Galic David Jeflea                  | 6:1, 6:1                        |
| 2005      | Kim Sun-yong Yi Chu-huan            | Thiemo de Bakker Donald Young             | 6:3, 6:4                        |
| 2006      | Błażej Koniusz Grzegorz Panfil      | Kellen Damico Nathaniel Schnugg           | 7:65, 6:3                       |
| 2007      | Graeme Dyce Harri Heliövaara        | Stephen Donald Rupesh Roy                 | 6:2, 6:74, 6:3                  |
| 2008      | Hsieh Cheng-peng Yang Tsung-hua     | Vasek Pospisil César Ramírez              | 3:6, 7:5, [10:5]                |
| 2009      | Francis Alcantara Hsieh Cheng-peng  | Michail Birjukow Yasutaka Uchiyama        | 6:4, 6:2                        |
| 2010      | Justin Eleveld Jannick Lupescu      | Kevin Krawietz Dominik Schulz             | 6:4, 6:4                        |
| 2011      | Filip Horanský Jiří Veselý          | Ben Wagland Andrew Whittington            | 6:4, 6:4                        |
| 2012      | Liam Broady Joshua Ward-Hibbert     | Adam Pavlásek Filip Veger                 | 6:3, 6:2                        |
| 2013      | Jay Andrijic Bradley Mousley        | Maximilian Marterer Lucas Miedler         | 6:3, 7:63                       |
| 2014      | Lucas Miedler Bradley Mousley       | Quentin Halys Johan Tatlot                | 6:4, 6:3                        |
| 2015      | Jake Delaney Marc Polmans           | Hubert Hurkacz Alex Molčan                | 0:6, 6:2, [10:8]                |
| 2016      | Alex de Minaur Blake Ellis          | Lukáš Klein Patrik Rikl                   | 3:6, 7:5, [12:10]               |
| 2017      | Hsu Yu-hsiou Zhao Lingxi            | Finn Reynolds Duarte Vale                 | 6:78, 6:4, [10:5]               |
| 2018      | Hugo Gaston Clément Tabur           | Rudi Molleker Henri Squire                | 6:2, 6:2                        |
| 2019      | Jonáš Forejtek Dalibor Svrčina      | Cannon Kingsley Emilio Nava               | 7:65, 6:4                       |
| 2020      | Nicholas David Ionel Leandro Riedi  | Mikołaj Lorens Kārlis Ozoliņš             | 6:75, 7:5, [10:4]               |
| 2021      | ausgefallen, COVID-19-Pandemie      | ausgefallen, COVID-19-Pandemie            | ausgefallen, COVID-19-Pandemie  |
| 2022      | Bruno Kuzuhara Coleman Wong         | Alex Michelsen Adolfo Daniel Vallejo      | 6:3, 7:63                       |
| 2023      | Learner Tien Cooper Williams        | Alexander Blockx João Fonseca             | 6:4, 6:4                        |
| 2024      | Maxwell Exsted Cooper Woestendick   | Petr Brunclík Viktor Frydrych             | 6:3, 7:5                        |
| 2025      | Maxwell Exsted Jan Kumstát          | Ognjen Milić Egor Pleshivtsev             | 7:66, 6:3                       |